# Bodo Spalty
Bodo Spalty, artiestennaam van Boudewijn Spittaels, geboren op 6 mei 1942 te Merksplas, overleden op 23 november 2019 te Etterbeek,  was een Vlaamse goochelaar en pater (sdb) die sinds 1997 in Brussel (Sint-Pieters-Woluwe) woonde.
Hij was in Vlaanderen de eerste die een act met ballonnen op het podium neerzette (1974), toen hij optrad in het kinderprogramma waarmee Tante Terry (Terry Van Ginderen, televisiepersoonlijkheid) in Vlaanderen rondtrok. Hij werd door zijn ballonnenshow bekender dan door zijn goochelen, hoewel hij met een act met koord(en) en ring(en) verschillende prijzen won in België en Nederland.
Samen met LUCKY (Lucien Ulens, 1919-1999) startte hij in 1974 de eerste Nederlandstalige goochelclub in Brussel, die de naam "Lucky Ring" kreeg en die tot in 2006 Groot-Bijgaarden als zetel had. Vanaf 2006 is de vereniging gevestigd in het Cultureel Centrum Het Bolwerk van Vilvoorde.